# Datura ceratocaula
Datura ceratocaula, torna-loca, es una especie del género Datura perteneciente a la familia de las solanáceas. Es endémica de México y del sur de EE. UU..

## Descripción
Es una herbácea, acuática, anual, postrada, y toda la planta es tóxica. Se la pone en jardines y parques por ornamental. La flor tiene un aroma dulzón.

## Toxicidad
Todas las partes de la planta contienen niveles peligrosos de veneno y puede ser fatal si es ingerido por los seres humanos u otros animales, incluyendo ganado y animales domésticos. En algunos lugares está prohibido comprar, vender o cultivar las plantas de Datura.
La toxicidad de Datura ceratocaula es tal que puede ser transmitida por la cadena alimentaria. Una especie de pato que vive en los pantanos y lagunas cerca de Mazatlán. Se dice que su carne  es venenosa, y su consumo como alimento produce síntomas de haber sido envenenado o drogado. Esto fue durante un tiempo un misterio, pero ahora se sabe que se debe al envenenamiento por Datura. Los patos se comen las hojas y las semillas de Datura ceratocaula , y su carne contiene un nivel tóxico del veneno por esta dieta.

## Propiedades
Se han identificado treinta y seis alcaloides en esta especie, con la hiosciamina como preponderante.

## Taxonomía
Datura ceratocaula fue descrita por Casimiro Gómez Ortega y publicado en Novarum, aut Rariorum Plantarum Horti Reg. Botan. Matrit. Descriptionum Decades 11, en el año 1797.
Etimología
Datura: nombre genérico que  proviene del hindi dhatūrā ("manzana espinosa") por el aspecto de los frutos, latinizado. El nombre se utilizaba ya en sánscrito.
ceratocaula: epíteto latino que significa "como un cuerno"
Sinonimia
- Apemon crassicaule Raf.
- Brugmansia ceratocaula Dumort.
- Ceratocaulos daturoides Spach
- Datura macrocaulis Roth
- Datura sinuata Sessé & Moç.
- Solandra herbacea Dunal[5]